# The Barbra Streisand Album
The Barbra Streisand Album é o primeiro álbum da artista musical americana Barbra Streisand, cujo lançamento ocorreu em 25 de fevereiro de 1963, pela Columbia Records. A lista de faixas traz canções que a cantora apresentava em seus shows em boates no início dos anos de 1960. As canções são em grande parte vindas de musicais da Broadway, tais como "Sleepin' Bee", "Much More", "Soon It’s Gonna Be Rain" e "I'll Tell the Man in the Street". A recepção da crítica especializada em música  foi favorável, e além de ótimas avaliações recebeu três prêmio Grammy, em 1964, nas categorias Melhor Performance Pop Vocal Feminina, Álbum do ano e Melhor Capa de Álbum.
Comercialmente, atingiu a oitava posição da Billboard Top LPs (passou 101 semanas na tabela) e foi certificado com um disco de ouro em 1964, por vendas de mais de 500 mil cópias nos Estados Unidos. Em 1966, a revista LIFE informou que mais de um milhão de cópias foram vendidas no mundo todo. Em 2006, a academia do Grammy Awards o introduziu ao Grammy Hall of Fame, por sua "história, musicalidade, relevância, significância qualitativa e duradoura".

## Precedentes
O presidente da gravadora Columbia, Goddard Lieberson, inicialmente resistiu em assinar um contrato com Streisand, achando seu estilo muito próximo aos cantores de cabaré que ele não gostava e muito longe da abordagem discreta de Jo Stafford ou Rosemary Clooney, que eram contratadas pela gravadora nos anos de 1950.
Após a exibição da entrevista de Streisand para a televisão no programa de televisão PM East / PM West apresentado por Mike Wallace, e a pressão de associados, Lieberson cedeu e concordou em contratá-la. Quase três décadas depois, Streisand refletiria:
A coisa mais importante sobre aquele primeiro contrato - na verdade, aquilo que esperávamos - foi uma cláusula exclusiva que me dava o direito de escolher meu próprio material. Era a única coisa com que realmente me importava. Eu ainda recebi muita pressão da gravadora para incluir alguns sucessos pop em meu primeiro álbum, mas me segurei pelas músicas que realmente significavam algo para mim.
Apesar das objeções iniciais de Lieberson, Streisand se tornou uma das artistas mais duradouras da Columbia.
O primeiro álbum de Streisand foi originalmente concebido como uma gravação ao vivo no Bon Soir, em Nova Iorque (uma boate que atraia, principalmente, uma clientela gay). Seu produtor Mike Berniker trouxe uma equipe ao clube para gravá-la acompanhada apenas pelo pianista da casa, Peter Daniels. Essas gravações foram descartadas, embora a foto da capa do álbum tenha sido tirada durante a sessão no Bon Soir. Algumas canções gravadas na ocasião apareceriam mais tarde no box Just for the Record....
Streisand escolheu o título do álbum, rejeitando a sugestão da Columbia de Sweet and Saucy Streisand.

## Gravação e repertório
As sessões no estúdio de gravação aconteceram de 23 a 25 de janeiro de 1963, no Estúdio A, da Columbia, em Nova York, com um orçamento de US$ 18.000. As canções são majoritariamente de peças da Broadway,algumas bastante obscuras.
Streisand gravou basicamente aquilo que cantava em seus shows em night clubs, a saber: 
*"Cry Me a River", sucesso na voz de Julie London, traz um arranjo bem original, com contra-baixo na introdução em pizzicatto em contraponto a sua voz;
*"Sleepin' Bee" do musical A House Of Flowers, de Harold Arlen;
*"Happy Days Are Here Again", que apareceria em muitos dos álbuns posteriores, foi lançada como single com "When the Sun Comes Out" no lado B, mas não apareceu nas paradas de sucesso. ;
*"Much More" e "Soon It’s Gonna Be Rain" do musical The Fantasticks;
*"Who’s Afraid With The Big Bad Wolf" do filme de Walt Disney Os Três Porquinhos;
*"I'll Tell the Man in the Street", originalmente interpretada por Dennis King na produção de 1938 de I Married An Angel;
*"Come to the Supermarket (em Old Pequink)" apareceu em um especial de televisão de 1958 com música de Cole Porter;
*"A Taste of Honey"que foi coincidentemente gravada menos de três semanas depois pelos Beatles em seu álbum de estreia de 1963, Please Please Me.
A única música gravada mas não incluída foi "Bewitched, Bothered and Bewildered", que Streisand e Mike Berniker gravaram em duas datas diferentes. Posteriormente foi incluída no The Third Album usando um arranjo de Peter Daniels.
Streisand escolheu Century Expanded Italic como fonte para a capa, que também seria usada em dezenove outras capas de álbum da cantora.
Em 1994, foi lançado no Brasil (e no mundo) no formato CD, como parte da "Barbra Streisand Collection", série com a qual a Sony lançou onze discos da cantora no formato.

## Recepção crítica e prêmios
| Críticas profissionais | Críticas profissionais |
| Avaliações da crítica  | Avaliações da crítica  |
| Fonte                  | Avaliação              |
| ---------------------- | ---------------------- |
| Allmusic               | [ 8 ]                  |

As resenhas da crítica especializada foram favoráveis. 
William Ruhlmann, do site americano AllMusic, avaliou com cinco estrelas de cinco. Em sua crítica ele elogia o repertório escolhido, mas sobretudo a voz e a interpretação da cantora, que faz com que cada música pareça "uma leitura dramática das letras".
Em sua crítica para o jornal carioca, O Jornal, Rossini Pinto elogiou a seleção de músicas.
Romeu Nunes, do jornal brasileiro Diário de Notícias, fez uma crítica favorável na qual ressaltou o talento da cantora e interprete e pontuou que "o tipo de repertório talvez não agrade a generalidade de discófilos, mas fará as delícias dos apreciadores do gênero".
Na 6ª Edição do Grammy Award venceu nas categorias Best Female Pop Vocal Performance, Album of The Year) e o diretor de arte John Berg ganhou como Best Album Cover Other Than Classical, foi indicado a Record of The Year.
Exatos 25 anos depois, a academia do Grammy Awards introduziu o álbum no Grammy Hall of Fame, por sua "história, musicalidade, relevância, significância qualitativa e duradoura".

## Lista de faixas
Créditos adaptados da contracapa do LP The Barbra Streisand Album, de 1963.
| Lado A |                                    |                              |         |  |
| N.º    | Título                             | Compositor(es)               | Duração |  |
| 1.     | "Cry Me A River"                   | A. Hamilton                  | 3:37    |  |
| 2.     | "My Honey's Lovin' Arms"           | H. Ruby; J. Meyer            | 2:14    |  |
| 3.     | "I'll Tell the Man in the Street"  | Lorenz Hart; Richard Rodgers | 3:09    |  |
| 4.     | "A Taste of Honey"                 | R. Marlow; B. Scott          | 2:51    |  |
| 5.     | "Who's Afraid Of The Big Bad Wolf" | A. Ronell; F. Churchill      | 2:34    |  |
| 6.     | "Soon It's Gonna Rain"             | Harvey Schmidt; Tom Jones    | 3:45    |  |

| Lado B |                                           |                             |         |  |
| N.º    | Título                                    | Compositor(es)              | Duração |  |
| 1.     | "Happy Days Are Here Again"               | J. Yellen; M. Ager          | 3:04    |  |
| 2.     | "Keepin' Out Of Mischief Now"             | A. Razaf; T. Waller         | 2:11    |  |
| 3.     | "Much More"                               | Harvey Schmidt; Tom Jones   | 3:02    |  |
| 4.     | "Come To The Supermarket (In Old Peking)" | Cole Porter                 | 1:56    |  |
| 5.     | "A Sleepin' Bee"                          | Truman Capote; Harold Arlen | 4:21    |  |

## Tabelas
| Tabela musical (1963)                 | Melhor posição |
| ------------------------------------- | -------------- |
| Australian Albums (Kent Music Report) | 6              |
| Estados Unidos (Billboard 200)        | 8              |

| Tabela musical (1963)        | Melhor posição |
| ---------------------------- | -------------- |
| US Billboard Top LPs         | 15             |
| US Top 100 Albums (Cash Box) | 10             |

| Tabela musical (1964)        | Melhor posição |
| ---------------------------- | -------------- |
| US Billboard Top LPs         | 4              |
| US Top 100 Albums (Cash Box) | 7              |

## Certificações e vendas
| País                    | Certificação | Vendas    |
| ----------------------- | ------------ | --------- |
| Estados Unidos (RIAA)   | Ouro         | 500,000   |
| Resumos                 |              |           |
| Mundo (vendas até 1966) | —            | 1,000,000 |